# 906 TCN
906 TCN là một năm trong lịch La Mã.